# Wiata obtusa
Wiata obtusa är en insektsart som beskrevs av Irena Dworakowska 1981. Wiata obtusa ingår i släktet Wiata och familjen dvärgstritar. Inga underarter finns listade i Catalogue of Life.